# Society for Industrial and Applied Mathematics
La Society for Industrial and Applied Mathematics (SIAM) è un'associazione accademica dedicata all'applicazione della matematica nei settori dell'industria. Al 2015, era la più numerosa associazione professionale al mondo dedicata alla matematica applicata e circa i due terzi dei suoi membri risiedevano negli Stati Uniti.
Tra anni dopo la fondazione nel 1951, l'organizzazione iniziò ad ospitare convegni annuali di livello nazionale. Le sue attività si sono progressivamente estese fino a comprendere la pubblicazione di libri e riviste nonché alle iniziative di un gruppo di pressione che opera nell'interesse primario dei suoi membri soci.
In linea con il motto "Scienza e progresso industriale con la matematica" che è anche l'acronimo del nome (Science and Industry Advance with Mathematics, SIAM), le attività sono focalizzate sulla promozione e lo sviluppo della matematica computazionale. I membri sono ingegneri, scienziati e matematici, provenienti sia dal mondo accademico che dell'industria. 

La SIAM sostiene le istituzioni educative che promuovono la matematica applicata ed è uno dei quattro membri fondatori del Joint Policy Board for Mathematics.

## Iscrizione
L'iscrizione è aperta sia a privati che a organizzazioni. Alla fine del suo primo anno di attività, SIAM contava 130 membri, che nel 1968 erano diventati 3.700.
Gli studenti di solito aderiscono ai capitoli SIAM affiliati e gestiti dai colleghi e dai docenti delle singole università. La maggior parte delle atenei con capitoli SIAM si trovano negli Stati Uniti, tra le quali l'Harvard e il MIT). All'estero, si trovano capitoli della SIAM ad Oxford, alla Scuola politecnica federale di Losanna e all'Università di Pechino.
L'associazione pubblica la SIAM Undergraduate Research Online, un luogo di incontro nel web per la ricerca universitaria nell'ambito della matematica applicata e computazionale. Inoltre, viene organizzato il SIAM Visiting Lecture Program, che aiuta a organizzare visite di matematici industriali negli istituti scolastici per parlare agli studenti di matematica applicata e delle proprie esperienze professionali.

Nel 2009, SIAM ha istituito un programma per la formazione di Fellow selezionati fra i membri che hanno dato il migliore contributo in uno degli ambiti di attività dell'associazione.

## Gruppi di attività
All'interno dell'associazione sono attivi vari gruppi di lavoro focalizzati su uno specifico ambito disciplinare attraverso discussioni, conferenze, minisimposi specifici del dominio di conoscenza e anche con il conferimento di premi.
A differenza dei gruppi di interesse speciale in associazioni accademiche simili come l'ACM, i gruppi di lavoro ha un mandato temporaneo che è in genere biennale e può essere rinnovato presentando una petizione di firme al Consiglio per i Rinnovi e al Consiglio Diretto dell'associazione. L'approvazione si basa principalmente sulla dimensione del gruppo, tenuto conto che il vivo interesse iniziale per un dato argomento può comunque scemare col passare del tempo.

I gruppi di lavoro in essere sono i seguenti:
- Geometria algebrica
- Analisi delle equazioni differenziali parziali
- Algoritmi discreti applicati e computazionali
- Educazione alla matematica applicata
- Scienza e ingegneria computazionale
- Teoria dei sistemi e di controllo
- Data mining e analisi
- Matematica discreta
- Sistemi dinamici
- Matematica e ingegneria finanziaria
- Disegno geometrico
- Geoscienze
- Scienza delle immagini
- Scienze della vita
- Algebra lineare
- Aspetti matematici della scienza dei materiali
- Matematica del pianeta Terra
- Onde non lineari e strutture coerenti
- Ottimizzazione
- Polinomi ortogonali e funzioni speciali
- Supercomputing
- Quantificazione dell'incertezza

Nel gennaio 2014, il filosofo Ian Hacking ha osservato che la SIAM tendeva a preferire le applicazioni difficili o "asciutte", trascurando le scienze della vita che erano invece il campo che registrava la maggiore crescita al di fuori dell'associazione.

## Pubblicazioni
Fra le prime riviste accademiche pubblicate dalla SIAM si ricordano: il SIAM Journal on Applied Mathematics (ex Journal of the Society for Industrial and Applied Mathematics, dal '53), il Theory of Probability and Its Applications (traduzione di Teoriya Veroyatnostei i ee Primeneniya, dal '56), il SIAM Journal on Control and Optimization (ex SIAM Journal on Control dal '66, e, prima ancora, Journal of the Society for Industrial and Applied Mathematics, Series A: Control, dal '62), il SIAM Journal on Numerical Analysis (ex Journal of the Society for Industrial and Applied Mathematics, Series B: Numerical Analysis, dal '64), il SIAM Journal on Mathematical Analysis (SIMA, pubblicato a partire dal 1970), il SIAM Journal on Computing (SICOMP, dal 1972), fra gli altri.
Libri
L'associazione pubblica circa 20 nuovi libri ogni anno, inclusi libri di testo, atti di conferenze e monografie. Molti di questi titoli sono pubblicati all'interno di serie tematiche, quali: Advances in design and control, Financial mathematics e Monographs on discrete mathematics and applications. In particolare, SIAM distribuisce i libri prodotti dalla Wellesley-Cambridge Press di Gilbert Strang, come la sua Introduction to Linear Algebra (5ª edizione, 2016). La SIAM offre a biblioteche e istituzioni accademiche un accesso in abbonamento senza DRM al proprio catalogo elettronico di riviste e pubblicazioni.
Conferenze
SIAM organizza conferenze e incontri infrannuale inerenti alla matematica applicata e scienze computazionali (come la conferenza annuale sul data mining del 2001). Le Conferences on Discrete Mathematics, tenutesi ogni due anni, sono divenute un punto di riferimento per lo sviluppo della teoria dei grafi.
In collaborazione con l'Association for Computing Machinery, la SIAM organizza anche il Simposio annuale sugli algoritmi discreti, che viene proposto nel format specifico per le attività dell'informatica teorica anziché in quello generalmente previsto per le scienze matematiche.

## Direttivo
L'associazione è guidata da un presidente eletto per un mandato di due anni non rinnovabili, coadiuvato da un direttore esecutivo e da uno staff.